# Ictinogomphus pertinax
Ictinogomphus pertinax là loài chuồn chuồn trong họ Gomphidae. Loài này được Hagen in Selys mô tả khoa học đầu tiên năm 1854.

## Hình ảnh

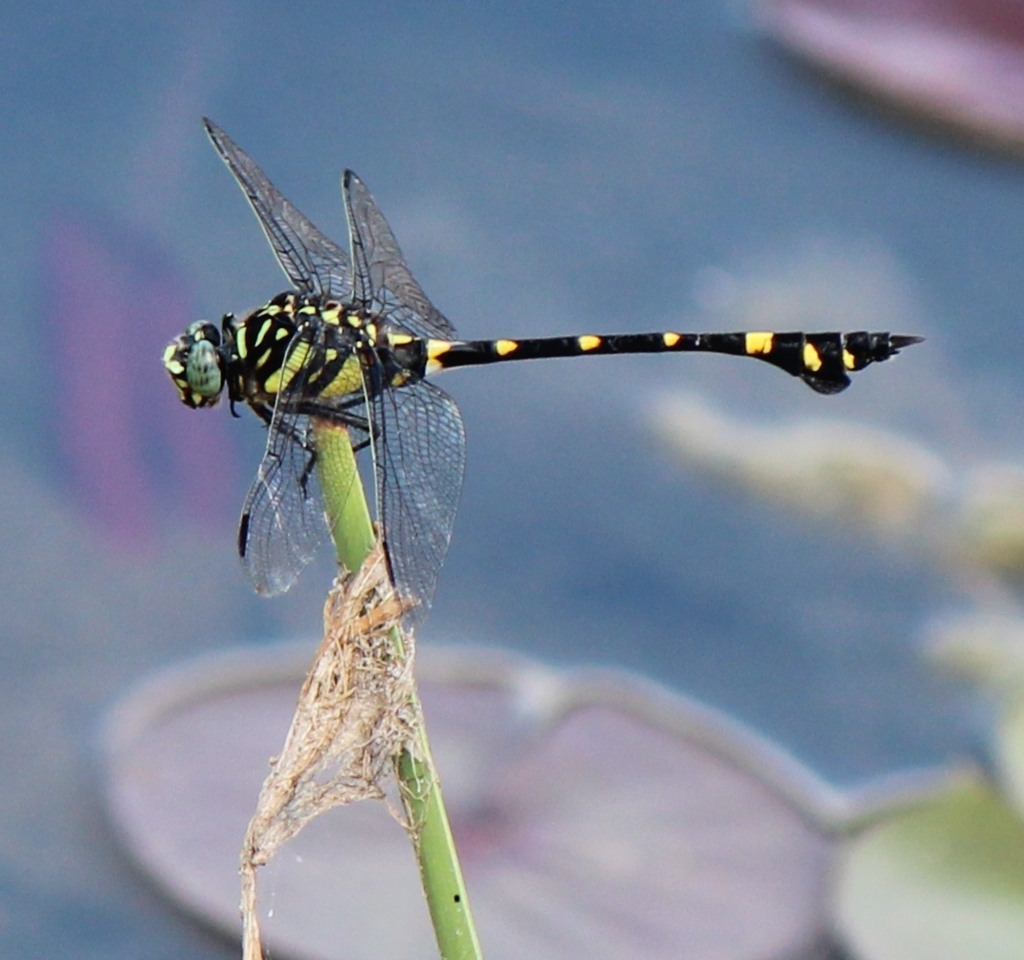